# Arun (Nepal)
De Arun (Nepalees: अरुण नदी) is een grensoverschrijdende rivier die deel uit maakt van het Koshi- of Sapta Koshi-riviersysteem in Nepal. De rivier ontspringt in de Tibetaanse Autonome Regio in de Volksrepubliek China, waar hij Bum-chu wordt genoemd. Bij de grens met Nepal verandert de naam naar Arun.

## Tibet
De Tibetaanse naam Bum-chu kan verwijzen naar een religieuze ceremonie waarbij men probeert de vooruitzichten voor het komende jaar te voorspellen aan de hand van het niveau van water in een pot of put, chu is het Tibetaanse woord voor water. De rivier ontspringt in de buurt van Gutso in het arrondissement Nyalam in Tibet. Rond 17 kilometer stroomafwaarts komt de Men-chu erbij. De bovenloop van de Bum-chu en de laterale valleien gevormd door een tiental zijrivieren liggen in het arrondissement Tingri. De Yeru Tsanpo vloeit samen met Bum-chu in een derde arrondissement, het arrondissement Dinggye, die de lagere Bum-chu-vallei herbergt. Daar mondt ook de Trakar-chu uit in de Bum-chu. De rivier stroomt langs de stad Kharda, een van de toegangspoorten tot Mount Everest. De rivier kruist de Grote Himalaya tussen de Makalu en Kangchenjunga. Aangezien de rivier op een hoogte van ongeveer 3.500 meter de Tibetaans-Nepalese grens dwarst, terwijl Makalu en Kangchenjunga beide ongeveer 8.500 meter hoog zijn, is het dal ongeveer 5.000 meters diep, en daarmee een van de diepste dalen ter wereld.

## Stroomgebied van de Koshi
De Arun is een voedende rivier van de Koshi welke laatste ontstaat door samenvloeiing van Sun Koshi, Tamur en Arun. De Koshi of Sapta Koshi voert het water uit Oost-Nepal af. Deze rivier wordt de Sapta Koshi genoemd vanwege de zeven rivieren (sapta = zeven) die samenkomen in Oost-centraal Nepal en deze rivier vormen. Het zijn de Sun Koshi, de Indravati, de Bhoté Koshi, de Dudh Koshi, de Arun, de Barun en de Tamur. De gecombineerde rivier stroomt door de Chatra-kloof vanuit de heuvels in zuidelijke richting.
Op het punt van samenvloeiing draagt de Sun Koshi 44 procent van het totale debiet bij in de Sapta Koshi, de Arun 37 procent en de Tamur 19 procent.

## Nepal
De Arun is de grootste trans-Himalaya-rivier van Nepal en heeft ook het grootste met sneeuw en ijs bedekte gebied in zijn stroomgebied. De Arun draineert meer dan de helft van het gebied dat bijdraagt aan het Sapta Koshi-riviersysteem, maar levert slechts iets meer dan een derde van de totale afvoer. Deze schijnbare tegenstelling wordt veroorzaakt door het feit dat meer dan 80 procent van het stroomgebied van de Arun in de regenschaduw van de Himalaya ligt. De gemiddelde jaarlijkse regenval in Tibet bedraagt slechts circa 300 millimeter.
De rivier verlaat het Tibet-gebied op een hoogte van ongeveer 3.500 meter en doorkruist de Himalaya. De rivier vormt bij de doorsteek van de Grote Himalaya de oostelijke grens van het gebergte Mahalangur Himal. Eenmaal voorbij de regenschaduw van de bergen neemt de stroom van de rivier aanzienlijk toe door het moessonklimaat van Oost-Nepal. Het landschap ten zuiden van de grens is sterk heuvelachtig. Veel van de hellingen zijn structureel onstabiel, is seismische activiteit in de regio. De aardbeving in Nepal van augustus 1988, met het epicentrum op meer dan 50 km ten zuiden van het Arun-bekken, resulteerde in meer dan 100 doden in het bekken alleen.
- Gemeinsame Normdatei: 4247535-1
- Library of Congress Control Number: sh85008489
- Nationale Bibliotheek van Israël: 987007295771605171
- Virtual International Authority File: 243531438